# Automate anthropomorphe
 (mars 2017).
Si vous disposez d'ouvrages ou d'articles de référence ou si vous connaissez des sites web de qualité traitant du thème abordé ici, merci de compléter l'article en donnant les références utiles à sa vérifiabilité et en les liant à la section « Notes et références ».
Les automates anthropomorphes sont des automates à formes humaines, proches des automates animaux, très à la mode au début du XVIIIe siècle, où ils étaient montrés dans les palais royaux et les salons.
Les plus célèbres furent les automates de Vaucanson, comme Le Joueur de tambourin, et de Jacquet-Droz (1721-1790), l’écrivain (constitué de 6 000 pièces), la musicienne (2 500 pièces) et le dessinateur (2 000 pièces).
Sur un plan philosophique, ils participèrent à l'émergence difficile des concepts d'« animal-machine » et d'« homme-machine », initiés respectivement par René Descartes et Julien Offray de la Mettrie, et du mécanisme en médecine.

## Supercherie
Le Turc mécanique est une supercherie célèbre datant du XVIIIe siècle, il s’agissait d'un prétendu automate doté de la faculté de jouer aux échecs. Il fut construit et dévoilé pour la première fois en 1769 par Johann Wolfgang von Kempelen.

## Citations
- « Le hardi Vaucanson, rival de Prométhée, / Semblait, de la nature imitant les ressorts, / Prendre le feu des cieux pour animer les corps. » Voltaire